# Liste der Stolpersteine in Porta Westfalica
In der Liste der Stolpersteine in Porta Westfalica werden die vorhandenen Gedenksteine aufgeführt, die im Rahmen des Projektes Stolpersteine des Künstlers Gunter Demnig bisher in Porta Westfalica verlegt worden sind.

## Verlegte Stolpersteine
| Adresse                   | Name                  | Inschrift                                                                                                 | Verlegedatum  | Bild                                                               | Anmerkung                                                     |
| ------------------------- | --------------------- | --- | ------------- | ------------------------------------------------------------------ | ------------------------------------------------------------- |
| Hauptstraße 12 (Standort) | Gustav Pinkus         | Hier wohnte Gustav Pinkus Jg. 1885 deportiert 1942 Ghetto Warschau ermordet 1943                          | 21. Dez. 2017 | Stolperstein Porta Westfalica Hauptstraße 12 Gustav Pinkus         | geboren am 21. Oktober 1885 in Greifenberg                    |
| Hauptstraße 12 (Standort) | Helene Pinkus         | Hier wohnte Helene Pinkus geb. Windmüller Jg. 1890 deportiert 1942 Ghetto Warschau ermordet               | 21. Dez. 2017 | Stolperstein Porta Westfalica Hauptstraße 12 Helene Pinkus         | geboren am 24. Dezember 1890 in Schildesche                   |
| Hauptstraße 12 (Standort) | Inge Pinkus           | Hier wohnte Inge Pinkus Jg. 1923 mit Fluchthilfe 1939 Palästina                                           | 21. Dez. 2017 | Stolperstein Porta Westfalica Hauptstraße 12 Inge Pinkus           | geboren am 2. Mai 1923 in Hausberge a. d. Porta               |
| Hauptstraße 12 (Standort) | Helga Pinkus          | Hier wohnte Helga Pinkus Jg. 1926 deportiert 1942 Ghetto Warschau ermordet                                | 21. Dez. 2017 | Stolperstein Porta Westfalica Hauptstraße 12 Helga Pinkus          | geboren am 3. Mai 1926 in Hausberge a. d. Porta               |
| Hauptstraße 12 (Standort) | Marga Pinkus          | Hier wohnte Marga Pinkus Jg. 1928 deportiert 1942 Ghetto Warschau ermordet                                | 21. Dez. 2017 | Stolperstein Porta Westfalica Hauptstraße 12 Marga Pinkus          | geboren am 25. April 1928 in Hausberge a. d. Porta            |
| Hauptstraße 35 (Standort) | Rosalie Silberberg    | Hier wohnte Rosalie Silberberg geb. Cohn Jg. 1871 deportiert 1942 Theresienstadt ermordet 17.02.1943      | 21. Mai 2019  | Stolperstein Porta Westfalica Hauptstraße 35 Rosalie Silberberg    | geboren am 12. Oktober 1871 in Wünnenberg                     |
| Hauptstraße 35 (Standort) | Leo Silberberg        | Hier wohnte Leo Silberberg Jg. 1909 'Schutzhaft’ 1938 Buchenwald deportiert 1942 Ghetto Warschau ermordet | 21. Mai 2019  | Stolperstein Porta Westfalica Hauptstraße 35 Leo Silberberg        | geboren am 16. März 1909 in Dortmund                          |
| Hauptstraße 35 (Standort) | Berta Simon           | Hier wohnte Berta Simon geb. Cohn Jg. 1868 deportiert 1942 Theresienstadt ermordet                        | 21. Mai 2019  | Stolperstein Porta Westfalica Hauptstraße 35 Berta Simon           | geborene Silberberg; geboren am 4. Oktober 1868 in Wünnenberg |
| Hauptstraße 51 (Standort) | Henny Honi            | Hier wohnte Henny Honi geb. Lipper Jg. 1879 deportiert 1941 Riga ermordet 31.10.1943                      | 23. Sep. 2015 | Stolperstein Porta Westfalica Hauptstraße 51 Henny Honi            | geboren am 12. Oktober 1879 in Nammen                         |
| Hauptstraße 51 (Standort) | Irmgard Maier         | Hier wohnte Irmgard Maier geb. Honi Jg. 1910 deportiert 1941 Riga ermordet Nov. 1943 Auschwitz            | 23. Sep. 2015 | Stolperstein Porta Westfalica Hauptstraße 51 Irmgard Maier         | geboren am 7. Oktober 1910 in Hausberge an der Porta          |
| Hauptstraße 51 (Standort) | Mathel Maier          | Hier wohnte Mathel Susi Maier Jg. 1939 deportiert 1941 Riga ermordet Nov. 1943 Auschwitz                  | 23. Sep. 2015 | Stolperstein Porta Westfalica Hauptstraße 51 Mathel Susi Maier     | geboren am 6. September 1939 in Hausberge an der Porta        |
| Hauptstraße 51 (Standort) | Justin Maier          | Hier wohnte Justin Maier Jg. 1909 deportiert 1941 Riga 1945 Stutthof befreit                              | 23. Sep. 2015 | Stolperstein Porta Westfalica Hauptstraße 51 Justin Maier          |                                                               |
| Hauptstraße 51 (Standort) | Ernestine Cohn        | Hier wohnte Ernestine Cohn geb. Grätz Jg. 1861 deportiert 1942 Theresienstadt 1942 Treblinka ermordet     | 21. Mai 2019  | Stolperstein Porta Westfalica Hauptstraße 51 Ernestine Cohn        | geboren am 16. Februar 1861                                   |
| Hauptstraße 51 (Standort) | Walter Coblenzer      | Hier wohnte Walter Coblenzer Jg. 1907 deportiert 1941 Riga ermordet 26.3.1942                             | 21. Mai 2019  | Stolperstein Porta Westfalica Hauptstraße 51 Walter Coblenzer.jpg  | geboren am 13. März 1907 in Dielingen                         |
| Hauptstraße 80 (Standort) | Albert Windmüller     | Hier wohnte Albert Windmüller Jg. 1873 deportiert 1941 Riga Flucht in den Tod 23.11.1943                  | 19. Nov. 2016 | Stolperstein Porta Westfalica Hauptstraße 80 Albert Windmüller     | geboren am 10. April 1873 in Münder am Deister                |
| Hauptstraße 80 (Standort) | Hans Fritz Windmüller | Hier wohnte Hans Fritz Windmüller Jg. 1901 verhaftet 17.9.1939 Sachsenhausen Schicksal unbekannt          | 19. Nov. 2016 | Stolperstein Porta Westfalica Hauptstraße 80 Hans Fritz Windmüller | geboren am 10. Februar 1901 in Hausberge an der Porta         |
| Hauptstraße 80 (Standort) | Anna Gollubier        | Hier wohnte Anna Gollubier geb. Windmüller Jg. 1903 deportiert 1941 Riga ermordet                         | 19. Nov. 2016 | Stolperstein Porta Westfalica Hauptstraße 80 Anna Gollubier        | geboren am 13. Juli 1903 in Hausberge an der Porta            |
| Hauptstraße 80 (Standort) | Otto Windmüller       | Hier wohnte Otto Windmüller Jg. 1905 deportiert 1941 Riga befreit                                         | 19. Nov. 2016 | Stolperstein Porta Westfalica Hauptstraße 80 Otto Windmüller       |                                                               |
| Hauptstraße 80 (Standort) | Ruth Windmüller       | Hier wohnte Ruth Windmüller geb. Hartogsohn Jg. 1910 deportiert 1941 Riga 1943 Auschwitz ermordet         | 19. Nov. 2016 | Stolperstein Porta Westfalica Hauptstraße 80 Ruth Windmüller       | geboren am 9. Dezember 1910 in Emden                          |
| Hauptstraße 80 (Standort) | Hilde Seligmann       | Hier wohnte Hilde Seligmann geb. Windmüller Jg. 1902 Flucht 1940 USA                                      | 19. Nov. 2016 | Stolperstein Porta Westfalica Hauptstraße 80 Hilde Seligmann       |                                                               |
| Hauptstraße 80 (Standort) | Erich Seligmann       | Hier wohnte Erich Seligmann Jg. 1900 Flucht 1940 USA                                                      | 19. Nov. 2016 | Stolperstein Porta Westfalica Hauptstraße 80 Erich Seligmann       |                                                               |
| Hauptstraße 80 (Standort) | Peter Windmüller      | Hier wohnte Peter Windmüller Jg. 1941 deportiert 1941 Riga 1943 Auschwitz ermordet                        | 19. Nov. 2016 | Stolperstein Porta Westfalica Hauptstraße 80 Peter Windmüller      | geboren am 2. Mai 1941 in Hannover                            |
| Hauptstraße 80 (Standort) | Ilse Seligmann        | Hier wohnte Ilse Seligmann Jg. 1937 Flucht 1940 USA                                                       | 19. Nov. 2016 | Stolperstein Porta Westfalica Hauptstraße 80 Ilse Seligmann        |                                                               |
| Kirchsiek 23 (Standort)   | Regina Spangenthal    | Hier wohnte Regina Spangenthal geb. Lipper Jg. 1890 deportiert 1941 ermordet in Riga                      | 23. Sep. 2015 | Stolperstein Porta Westfalica Kirchsiek 23 Regina Spangenthal      | geboren am 15. Mai 1890 in Nammen                             |
| Kirchsiek 23 (Standort)   | Helmut Spangenthal    | Hier wohnte Helmut Spangenthal Jg. 1930 deportiert 1941 Riga ermordet                                     | 23. Sep. 2015 | Stolperstein Porta Westfalica Kirchsiek 23 Helmut Spangenthal      | geboren am 25. Juli 1930 in Hausberge an der Porta            |
| Kirchsiek 23 (Standort)   | Friedrich Spangenthal | Hier wohnte Friedrich Spangenthal Jg. 1921 deportiert 1941 Riga ermordet                                  | 23. Sep. 2015 | Stolperstein Porta Westfalica Kirchsiek 23 Friedrich Spangenthal   | geboren am 20. September 1921 in Hannover                     |
| Kirchsiek 23 (Standort)   | Gustav Spangenthal    | Hier wohnte Gustav Spangenthal Jg. 1890 deportiert 1941 ermordet in Riga                                  | 23. Sep. 2015 | Stolperstein Porta Westfalica Kirchsiek 23 Gustav Spangenthal      | geboren am 9. Mai 1890 in Spangenberg                         |